# 望月あやか
望月 あやか（もちづき あやか、1995年11月30日 - ）は、日本のAV女優。プライムエージェンシー、GG所属を経てリスタープロ所属。　

## 略歴
デビュー時は東京都出身。媒体によっては青森県出身としていた。
2019年5月にAVデビュー。2020年1月発売『デカチン欲しさに現場に来たムチムチドスケベOL限界まで挿入ジラされ切れないメス顔なった後、巨根ブチ込まれアへ顔イキ狂い!』（ブロッコリー/妄想族）がヒット。その後1年で約80タイトル、月平均6、7本の作品がリリースされる売れっ子企画単体女優となる。
一方でライターの東風克智はブレイクのきっかけを、2020年7月発売の『種無し旦那のためにボロ屋敷へ行き30日間精子を溜めた独身男と濃厚種付けセックスを楽しむ人妻』（本中）だと述べており、同作で見せた「スプラッシュマウンテン級潮吹き」がポイントとなったと論評した。
2022年1月には新宿ニューアートでの蓬莱かすみプロデュース・緊縛レズSMステージに出演。同年8月3日に行われたイベント「第一回在アダルト業界青森県人会」にて、青森県野辺地町出身であることを正式にカミングアウトした。同イベントは9月10日に「第二回」が行われた。
2022年6月に開始された、AV出演被害防止・救済法の執行停止および改正を呼び掛ける署名運動「AV新法執行停止の署名活動に御協力ください！」の発起人である。
2022年6月、事務所をリスタープロへ移籍したことを発表。
2024年2月12週FANZA通販フロアランキングにおいて、出演した『MOODYZファン感謝祭 バコバコバスツアー2024 AV男優発掘＆育成スペシャル!! AV男優を目指す素人16名とAV女優16名の1泊2日大乱交ツアー!』が初登場1位となった。
2025年6月ごろ、自身のインスタグラム及びXのアカウントが削除され、新作のリリース等も途切れており、動向が不透明である。

## 人物
- 青森県野辺地町出身[15]。
- 趣味・特技は食べる事[1]。
- 小中高と空手に打ち込み、地区予選1位、全国大会出場などの経歴を持つ[16]。段位は未公表ながら黒帯[5]。公にしている19歳での初体験の相手も中学からの空手仲間だった[5]。
- 女子高卒業後、看護学校に入学[5]。この時期にスナックで飲むようになり、年上のおじさんと話したり交際することを覚える[5]。その後、看護師をしていて、23歳の時に他の病院で働くか他の仕事をするか悩んでいた時、セックスが好きでAVが楽しそうで興味があったことからやってみようと思い、自ら現在の所属事務所に応募した[17]。デビュー初期は兼業状態であった[16]。
- 人前でできるセックス、その後も大勢の目に晒されるという点で刺激的であり[3]、AV女優は天職。極論ノーギャラでもいいと話している[17]。
- デビューまでの経験人数は約700人[3]。モットーは「チンコは一期一会」。実際の初体験年齢はコンプライアンスの観点から伏せられている[3]。
- 縛られたくないという思いから彼氏彼女という関係に魅力を感じていない。理想の関係性をポリアモリーと表現している[16]。

## 出演作品

### アダルトDVD
- 押忍! 巨乳空手家・理沙 男優瞬殺! ドスケベ10段のエロの達人が電撃AV DEBUT（5月12日、First Star）※「理沙」名義
- よつんばいフェラ 8 〜腰を落としてお尻は高く、手の平は床で膝は肩幅に〜（5月25日、SEX Agent/妄想族）
- 容赦無き調教奴隷イラマチオ 5 〜ガバマン以上オナホ未満〜（5月25日、SEX Agent/妄想族）
- 僕のキスフレを紹介します。 接吻大好き現役巨乳看護師あやか（6月1日、キチックス/妄想族）※「あやか」名義
- 顔出し!女子大生限定 ザ・マジックミラー 徹底検証! 男女の友情は成立する!? 友達関係のリアル素人大学生が日本一エロ〜い車の中で二人っきり♡ 11 人生初の真正中出しスペシャル! in池袋 2枚組8本番!（6月7日、DEEP'S）
- ビラコキ 〜ぷにぷにのマン肉、ぬるぬるのワレメ、クリへの刺激〜（6月25日、SEX Agent/妄想族）
- 知的な眼鏡女性と見つめ合う完全主観フェラ 〜いきり勃つ肉棒を見つめるフレームの向こう側の潤んだ瞳〜（6月25日、SEX Agent/妄想族）
- 居酒屋痴漢 2（7月11日、ナチュラルハイ）
- 水着でぬるぬる! ローションマッサージ（7月19日、ATOM）
- “パパ活アプリ”で会った男と無料(タダ)で即ハメする巨乳JD(女子大生)（7月19日、エンペラー/妄想族）※「あさみ」名義
- SOD女子社員 夏だ!プールだ!SEXだ! 近付くほどに恥ずかしい!（＞_＜） 男女混合20人vs20人 真夏の水泳大会4時間SP 2019（8月1日、SODクリエイト）※「卯月亜矢」名義
- 女闘レズビアンドラマ 巨乳レズバトル捜査官 2（8月2日、ROCKET）
- 夫に一途な姉が俺に完堕ちするまで…（8月2日、光夜蝶）
- 金欠の姉ちゃんに金貸す代わりにオナニー見せて!って軽く冗談で言ったら予想に反してすぐにガチオナニーして童貞の僕を抜きにかかり僕から金をせびった件。（8月2日、NON）
- 合宿中の爆乳ママさんバレー部はボクのチ○ポで欲求不満が大爆発!! 親戚が経営する合宿所の手伝いに行ったらママさんバレー部の一行がやって来た!そんな爆乳揃いの奥さんたちを見てムラムラが抑えられずフル勃起!だけどそれに気付いた奥さんたちはボク以上に欲求不満を爆発させてきた!?バレーの練習そっちのけで久々のチ○ポを爆乳パイズリ&ねっとりイラマ!!さらに大きな胸を揺らしながらボクの精子が無くなるまで何度も何度もエッチをおねだりしてくるんです!!（9月7日、Hunter）
- ホラーAV 痴漢が出るトイレ（9月13日、REAL）
- 汚辱まみれの肉塊 乳虐母娘丼 3（9月19日、シネマジック）
- マジックミラー号でおっぱいランニング 運動直後の女性はエロくなるって本当!? 巨乳娘がおっぱい揺らして全力疾走! 疲れさせて極限まで感度のあがった状態でマッサージをしたらSEXできちゃうのか!?（9月26日、SODクリエイト）
- 令和最強の性欲モンスター しかも現役ナース 淫獣制圧!メッタ突き中出し輪姦（9月27日、毒宴会）※「あやか」名義
- ザ・面接 VOL.163 人前でオナニーしてこいと言われまして ハイ、性的に飼われています（9月30日（レンタル）/11月22日（セル）、アテナ映像）
- 串刺しフルボッコ（10月4日、ワープエンタテインメント）
- フロントホックブラ誘惑 3 向かいの部屋の巨乳美女をこっそり覗いていると、恥じらいながらもフックを外し、僕を誘惑し始め…理性を失った僕は誘われるがままその豊満なおっぱいをこれでもかと味わい尽くした日の話。（10月4日、DOC）
- 本気(マジ)口説き ナンパ▶連れ込み▶SEX盗撮▶無断で投稿 イケメン軟派師の即パコ動画 31（10月11日、MAGIC）※「あや」名義
- 一般男女モニタリングAV 大学生限定 姉弟の絆を試すドキドキお泊りミッションここに開催! 女子大生の姉はバイ○グラ100mgを飲んだ弟と一晩同じ部屋で過ごしたら近親相姦してしまうのか!? 2 軽はずみに飲んでしまったバイ○グラで弟のチ○ポはバッキバキに勃ちっぱなし! 理性がブッ飛んだ弟に迫られた姉はオマ○コを濡らし我慢できずに生ハメセックス! 禁断の姉弟中出しは1発限りでは収まらない!（10月19日、DEEP'S）※「しおり」名義
- もうイってるってばぁっ! 家事代行サービスで派遣されてきた美人お手伝いさんの弱みに付け込み追撃ピストン強制中出し! 2（11月1日、DOC）
- 「マジ天使!?」 骨折してオナニーできない僕のチ●コは我慢の限界!それを見かねた美人ナースは使命感に駆られたのか優しく手を添えてくれ… 5（11月1日、DOC）
- 完全盗撮 同じアパートに住む美人妻2人と仲良くなって部屋に連れ込んでめちゃくちゃセックスした件。其の36（11月1日、変態紳士倶楽部）
- ボクの会社のおしゃぶり大好き変態OLはイってもイっても止めないジュポジュポ追撃フェラで何度も射精させてくれる 2（11月1日、変態紳士倶楽部）
- 一人カラオケ個室オナニー盗撮 黒パンスト半脱ぎで指ズボオナニーして白濁の本気汁を垂れ流して即イキするOLを隠し撮り 3（11月1日、変態紳士倶楽部）
- マッサージ師を誘惑&挑発する欲求不満妻の盗撮生配信!!（11月8日、MAGIC）
- 育児に忙しい新米ママのプリプリなピタパン尻に我慢できずに即ズボ! 突然の中出しに発情した美尻ママは赤ちゃんには見せられない姿でおねだりおかわりSEX!（11月15日、DOC）
- 素人ナンパでセンズリ鑑賞 5 見るだけでいいんです!だからちょっと僕のチ●ポ見てもらえませんか?（11月19日、かぐや姫Pt/妄想族）
- 「媚薬で人はどこまでエロくなるのか」をSOD女子社員が真面目に検証してみた結果、超濃縮媚薬が効きすぎて新入女子社員10名が覚醒痙攣! ヨダレとおしっこ垂れ流しながら野外で集団乱交(青姦)しだして収拾不能!カオス SOD性科学ラボ レポート番外編 出張SP!!（11月21日、SODクリエイト）※「卯月亜矢」名義
- ママさんバレー猛練習 ハイレグブルマ姿の人妻8人にえっちなイタズラ!（12月7日、かぐや姫Pt/妄想族）
- 進路指導室悪徳エロ教師盗撮 進路指導にやって来た文系女子を昏睡させて悪戯するデカちん20cm砲教師の記録（12月13日、カルマ）
- 豊満な美人妻ばかりを狙った歯科医師による麻酔薬昏睡レイプ（12月13日、カルマ）
- 角オナニー 擦り付けたら止まらない13人（12月19日、かぐや姫Pt/妄想族）
- シンプルにかわいい女子○生がすんごい乳首責めで連続中出し射精させちゃいました!? 2（12月20日、DOC）
- なんか出るまでイラマチオ 4（12月24日、カリマンタン）

- 一般男女モニタリングAV マジックミラーの向こうには自慢の妻! 旦那の寝取られ願望実現企画! 記念日の「メモリアルヌード」撮影中の素人奥様に共演男性モデルがフル勃起デカチ○ポ見せつけ! 4 旦那よりもはるかに大きいチ○ポを目の前に恥じらいながらも思わず愛液を垂らしてしまった清楚妻が寝取られ中出しSEX! “30cm横で夫に見られている”とは知らずデカチン激ピストンで子宮の奥を突き上げられのけぞりイキが止まらない! 激イキ合計66回（1月7日、DEEP'S）
- 同じアパートに住む若妻を部屋に連れ込み口説き落としてハメる。 初めは拒否していた若妻がイケメンの口説きでいとも簡単に堕ちていく…。そして翌日若妻は再び訪れ「昨日のことが忘れられない」と自ら何度も求める。（1月7日、お夜食カンパニー）
- 抑えきれないフェラ欲でよだれダラダラ!? チ○ポをジュルジュルフェラする女（1月9日、AKNR）
- 強制入院病棟 退院させてくれない看護師たち（1月9日、AKNR）
- 軟派しようZ! 街で見かけたメガトン級シロウト女子GET! 2（1月10日、ホットエンターテイメント)
- いい歳した社会人の私が隣に住む一人暮らしの年下女子大生に弱みを握られてから3ヶ月が過ぎようとしています（1月17日、ヒメゴト）
- デカチン欲しさに現場に来たムチムチドスケベOL 限界まで挿入ジラされ切ないメス顔になった後、巨根ブチ込まれアヘ顔イキ狂い!（1月25日、ブロッコリー/妄想族）
- 旦那の居ぬ間に乱れすぎ! 町内会の寄りあいという名のお茶会の中に引っ越してきたばかりで男はボク1人だけの王様ゲーム! 旦那とご無沙汰な欲求不満奥様たちを独り占めのハメまくり!中出しまくり!（2月6日、Hunter）
- 完全主観 方言女子 青森弁（2月7日、h.m.p）
- 残業で女子社員だけになった深夜のオフィスを占拠! 朝まで地獄の屈辱絶望輪姦（2月7日、アパッチ）
- 自画撮り 性的妄想SEX変態M女イキ過ぎオナニー（2月15日、プリモ）
- 超肉食の競泳水着女子だらけのシェアハウスに男はボク一人! ボクが入居したシェアハウスは、スポーツ好きな女子だらけで男は運動音痴なボク一人だったのです!しかも水泳好きな女子たちだらけで、競泳水着の体のラインがエロすぎ!ついつい勃起してしまたら、彼女たちはボクのチ○ポに我慢できず次々と襲ってくる超肉食系の女子たちなのでした。「運動で汗を流すのもいいけど、セックスの方が気持ちいいから毎日しよ、もちろん中で出していいから」なんて言われ毎日彼女たちと中出しセックス三昧の日々に…!（2月19日、Hunter）
- オフィスに来る『働く巨乳美女』に媚薬を盛って強制発情!!いたるところで異物オナニー!イキ漏らし!男たちに何をされても悦ぶ!全身性感帯全開アクメ!（2月19日、アパッチ）
- ノーハンドフェラは奴隷の証! 2 手を使わずにフェラチオする13人の素人娘（2月19日、かぐや姫Pt/妄想族）
- 「出張中で旦那がいなくて寂しい!」 お隣さんのピチピチスパッツデカ尻若妻が明らかにボクを誘惑してる!毎日挨拶するたびにエロい目線をされデカ尻スパッツにできたメコスジに思わずソソられ勃起!ここまで来てぶち込まないのは男じゃない!メコスジに擦りつけ、いじり倒して、ジワジワ染みてきたところでぶち込んでイカせまくりました!（2月20日、SOSORU×GARCON）
- くノ一戦士 シノビテクターMIZUKI スーパーヒロインデビュー（2月28日、GIGA）
- 敏感娘達のスリップ面接 〜イキまくるドスケベ娘達編〜（3月7日、下半身タイガース/妄想族）
- 研修期間中の女性校医による思春期の男子校生への検診事情（3月13日、ヒメゴト）
- 密着レズり合い早イキオナニー狂い（3月15日、プリモ）
- 気弱なパチンコ女性店員バックヤード連日セクハラ（3月19日、アパッチ）
- 浮気願望 これが本当のワタシなんです… Vol.5（3月19日、有閑ミセス）※「まりか」名義
- 罵倒でオナニーサポート 馬鹿にされるだけでチ○コしごけるなんてどんだけ変態なんだよ!!（4月9日、AKNR）
- ミスターミチル5周年記念専属女優オーディション Vol.3 全員パイパン編（4月9日、Mr.michiru）
- スーパーヒロイン絶体絶命!! Vol.76 女格闘家 火鷹舞（4月10日、GIGA）
- デカすぎ巨乳素人PICKUPch 本物シロウトSNS軟派!（4月10日、ブリット）
- OL性感ツボ突き噴射マッサージ治療院（4月15日、ピーターズ）
- 一般男女モニタリングAV しごいてしゃぶってヌキまくり!! 素人女子大生が無数に生えた壁ち○ぽの即ヌキに挑戦! 5 フル勃起ち○ぽに囲まれ恥じらいながらもオマ○コが濡れてしまった女子大生はザーメンまみれでノンストップ射精SEX! 総発射102発! 2枚組8本番スペシャル!!（4月19日、DEEP'S）
- 「どのおっぱいに挟まれたい?」 宅配で訪れた巨乳若妻の家でまさかの集団パイズリ!?好きな時に気ままに稼げるバイトをしているボクですが、今日の宅配先は暇を持て余した巨乳若妻たち!?どうやらセックスレス状態の最中で、欲求不満のはけ口がなくストレス溜まりまくり!そんな若妻たちは若いボクに興味津々で誰のおっぱいが好みか迫って来た!?すぐに勃起するチ○ポにムラムラが抑えられずまさかの集団パイズリ!?当然それだけでは満足できない若妻たちはボクのチ○ポを欲しがり強引に挿入させられ何度も中出し!!その日から若妻たちの気が向いた時に呼び出されてエッチしまくることになってしまい…（4月19日、Hunter）
- 「もしかしてそのデッカイおっぱいで誘ってますか!?」 無防備過ぎる巨乳女子に我慢できず我を忘れておっぱいを揉みしだくと…体が痙攣するほど感じまくりの超敏感体質!?逆にチ○ポを求められ何度も中出しをねだってくる（4月19日、Hunter）
- ママチャリ巨尻妻即ハメ中出し!（4月19日、アパッチ）
- 残業OL パンツ内大量射精（4月19日、アパッチ）
- AV出演希望の元ナースは、可愛い顔してとんでもないドスケベの底なし性欲モンスター!!（4月25日、あんず/妄想族）※「あい」名義
- 一般男女モニタリングAV 素人女子大生限定! 恋人がいない大学生の男女はキスだけで恋に落ちて初対面の相手とSEXしてしまうのか? 7 惹かれあった2人のキスまみれの完全プライベートSEXを大公開!! 初めての生中出しスペシャル!!（5月7日、DEEP'S）
- 脚のニオイを嗅がせる女 オイ!こんなに臭いニオイでフル勃起すんのかよ? このド変態野郎!!（5月8日、AKNR）
- ハプニングバー通いの全身性感帯むっちり性欲モンスター（5月13日、バルタン)※「あやか」名義
- 種無し旦那のためにボロ屋敷へ行き30日間精子を溜めた独身男と濃厚種付けセックスを楽しむ人妻（7月25日、本中）

- 「ウチの旦那ってドスケベで困っちゃう」 夫婦交換で絶倫マラを喰い合い 下品ムキ出しヤリ比べ逆3Pハーレム! 望月あやか　野々宮みさと（1月1日、ワンズファクトリー）
- 数々の超絶テクニックで頭はトロトロ亀頭はパンパン 都内人気店の専属講師が監修した本格リアルメンズエステ（1月13日、MOODYZ）
- 羞恥! 新任ナース病棟着任前強制健康診断2021 研修医の実験台にさせられた私たち（1月21日、サディスティックヴィレッジ）
- 人生最大のデカマラに何度もイカされて… 黒人中出し大乱交 ★巨根パワーFUCK★ ～旦那のサイズに満足できない異常性欲妻～ 望月あやか（2月1日、ワンズファクトリー）
- 夫の目を盗んで自宅不倫 望月あやか（2月1日、KSB企画/エマニエル）
- 年収1500万超のカリスマ女塾講師に顔面タンツボ唾かけでプライドを打ち砕き汚肉棒で子宮口をしゃくり上げ孕ませ汁連続中出し!（2月11日、サディスティックヴィレッジ）
- 女帝ディアーヌ 悪の組織復興計画 聖忍戦隊カゲレンジャー（2月12日、GIGA）
- 涙のノンストップ激イカせSEX 5 望月あやか（2月25日、セレブの友）
- 最狂イラマチオ秘書 W喉奥御奉仕SP 望月あやか 土屋かなで（2月25日、えむっ娘ラボ）
- 女が女をガチイかせ! あおいれなのレズSEX あおいれな 望月あやか（3月13日、セレブの友）
- カメラを一切止めません! 望月あやかノンストップレズビアン地獄責め! 望月あやか 波多野結衣 あおいれな（3月25日、セレブの友）
- オマ●コくぱぁ～観察・ぬちゅぬちゅマン汁を舐め味わいクリに塗りたくる指入れオナニー（4月1日、ゑびすさん/妄想族）
- 美女たちの足裏をふやけるまで舐めたい! 3 スニーカー編（4月8日、RADIX）
- 強制 鼻フック牝豚鼻ザーメン（4月8日、RADIX）
- 浮気常習妻 チ●ポ好きすぎwハメ外しすぎw新婚ホヤホヤにも関わらず即浮気! 夫が出張するや否や1泊2日不倫旅行へGO! 野外露出で淫乱爆発してイキ潮撒き散らす!! 望月あやか（4月19日、山と空/妄想族）
- メガネをかけるとお漏らしして発情するメスイキ女 2 望月あやか（4月25日、セレブの友）
- 修羅場キャットファイト 望月あやか 葉月桃 新川ゆず（5月7日、ROCKET）
- 脳髄から刺激する! 高級エステマッサージの美女達182分!（5月13日、セレブの友）
- 中年男と密会不倫 浮気を楽しむ一部始終を記録した人妻ハメ撮り10人VOL.02（5月13日、UMANAMI）
- 憑依ドラッグ 全身性感帯女に乗り移って、ハイパーエクスタシーガンギマリ女体トリップ 望月あやか（5月19日、ドグマ）
- マジックミラー号 望月あやか×本真ゆり アナタは「SEXの天才」が魅せる本気に耐えられるか? 神テクムチムチ二大痴女逆ナンパSP イってイカせて! 絶倫学生逆レ○プ編（5月20日、SODクリエイト）
- 夜勤病棟レイプ 5  深夜の病室に一人で見回りに来た新米看護師純白のナース服をヒキチギッテ中出しレイプ!!（5月20日、サディスティックヴィレッジ）
- 私は快楽狂いのド淫乱オナニスト14 望月あやか（5月25日、セレブの友）
- 断末魔の女体は奈落に沈む 轟沈鉄枷地獄 EPISODE-10:鍛えられし女肉の狂虐嬲りに失神無惨! 気鋭のグラップラーがイキ殺される残酷 望月あやか（5月25日、BabyEntertainment）
- 感度爆上がり乳首性感レズエステ（6月1日、ゑびすさん/妄想族）
- 理性崩壊くすぐり地獄エクスタシーレズビアン（6月19日、ゑびすさん/妄想族）
- ドM淫乱女優・望月あやか初アナル解禁SEX! 二穴3Pでケツ穴連続神イキ絶頂!!（6月25日、セレブの友）
- 15人の語りかけ誘惑オナニー撮り下ろし大全集! アナタだけを見つめて、何度も何度もイキまくる!（6月25日、セレブの友）
- 健康的ボディのFカップOLさんは黒人さんとヤリたい! お待ちかねの黒巨根に貫かれてアヘ顔ブっ飛びアクメ 望月あやか（6月26日、シャーク）
- ベロ全開唾液レズ接吻 2（7月1日、ゑびすさん/妄想族）
- またベロちゅうしながら私のねばとろ唾液でチ○ポしごかれたいの?（7月1日、グローリークエスト）
- Mr.michiru専属女優オーディショングランプリ獲得 望月あやか×Mr.michiru 4時間（7月8日、Mr.michiru）
- これが本気のアヘ顔!! 私、イクとこんな顔になっちゃうのSP 3（7月9日、LEO）
- 舐めて伸ばして引っ張って、伸縮自在の乳首アクメオナニー（7月19日、ゑびすさん/妄想族）
- 蒸れて汗ばんだレギンス臭嗅ぎ舐めレズ（7月19日、ゑびすさん/妄想族）
- 変態M性モンスター望月あやかのドM・4SEX 気持ち良いだけのSEXはもういらない。傷跡の残る愛をください。（7月25日、セレブの友）
- 橘芹那を痴女る with 波多野結衣・望月あやか!! ニューハーフ橘芹那をレジェンド女優の波多野結衣と望月あやかが痴女りまくるドキュメント作品!（7月25日、TRANS CLUB）
- 美脚OL淫臭パンスト舐め愛レズビアン 2  乙アリス 望月あやか（8月1日、ゆりえっち/妄想族）
- 尻地獄 特別編 ～ドSな巨尻でM男M女を人間椅子に育成して中出し、潮吹き責めを楽しむ女王様～ 望月あやか（8月12日、Mr.michiru）
- こんな私で「ごめんなさい」オナニー全員集合! 感じすぎる私、イキすぎる私、クチュクチュ音をたてる私、公衆便所みたいな私…（8月13日、セレブの友）
- 魔の媚肉激震貫通マシーン Part3 狂おしき絶頂地獄の操り人形たち（8月19日、BabyEntertainment）
- ドスケベ顔のヤリまくりセックスモンスター 卑猥語女 望月あやか（8月19日、MARRION）
- 肛門喉奥膣穴 欲張り3ツ穴マゾファッカー 望月あやか（8月25日、えむっ娘ラボ）
- 強い人妻を力づくでものにする ～プライド高き女空手家のいやらしい肉体～ 望月あやか（8月25日、ながえSTYLE）
- 波多野結衣と望月あやかが痴女る! (NH版) with 橘芹那 数多の男たちを絶頂させてきた淫乱女優二人が精子枯れ果てるまでNHを責めまくる!（8月25日、セレブの友）
- 続・悪の組織復興計画 聖忍戦隊カゲレンジャー 女幹部ブラビーヌ編（8月27日、GIGA）
- おしっこ114連発 98人（9月2日、グローリークエスト）
- ドM痴女 モンスタービッチ 丹羽すみれ 望月あやか（9月14日、ミル）
- 淫乱モンスター・望月あやかと行く1泊2日ヤリまくりリゾートツアー!! 望月あやか（9月21日、kira☆kira）
- ヤリマンJ系もっちー放課後セックスルーティーン 望月あやか（9月21日、ドグマ）
- Wエグフェラ精飲ビッチ女 呼べば即しゃぶりに来る変態人妻OLとヨダレ垂れ流し生ハメ痴女られド下品SEX in歌舞伎町ラブホ 佐伯由美香 望月あやか（9月21日、DEEP'S）
- デカ乳&デカ尻のエロ狂ビッチにW変態インストール覚醒ダッチワイフ 望月あやか 美波沙耶（9月21日、AVS collector’s）
- 挑発ビキニ!! レズ性欲モンスター 望月あやか 卯水咲流（9月21日、U&K）
- 催眠術師RED vs 望月あやか かわいい催眠獣（9月28日、ヒプノシスRASH）
- THEドキュメント 本能丸出しでする絶頂SEX 限界突破強欲SEXモンスター限界絶頂中出し乱交 望月あやか（10月5日、美人魔女/エマニエル）
- 【性欲強め女子限定】パパ活bitch! あやか (24歳) ○○○ビールマーケティング宣伝部 ーお金じゃない、ハードなSEXお願いします。（10月5日、ティーチャー/妄想族）
- 口臭押し潰し鼻舐めレズ（10月5日、ゑびすさん/妄想族）
- フェラ特化 ～チ●ポ大好き女～ 望月あやか（10月12日、million）
- 肛内指導 望月あやか（10月12日、ダスッ!）
- 緊縛調教妻 元看護師妻が夫の取引先重役に脅され堕ちた縄快楽 繰り返される過激な躾で次第に開花していくマゾ性癖 望月あやか（10月12日、グローバルメディアアネックス）[18]
- 性欲モンスターレズビアン 望月あやか 辻井ほのか ～性獣と化した2人は深く愛しあい長い舌を絡めイキ狂う!（10月12日、セレブの友）
- トビジオっ! めざましNEWS 歴代最高潮吹き率No.1! 合計158トビジオ 飛距離・量が凄すぎる! 本番中、ずっと潮吹きっぱなし・失禁しても平然と原稿を読み上げる女子アナ 結城のの 堀内未果子 望月あやか（10月21日、SODクリエイト）
- 3穴同時発射で中年親父に死にたくなる程イカされて… 望月あやか（11月16日、MOODYZ）
- 催眠術師RED vs 望月あやか かわいい催眠獣 2（10月26日、ヒプノシスRASH）
- たった7時間2人っきりにしてみたら…結果、10発セックスしてました。 望月あやか（10月29日、ドリームチケット）
- 串刺しスプラッシュモンスター 望月あやか（11月16日、ドグマ）
- Wアナルビッチ9 ジューン・ラブジョイ 望月あやか（11月16日、グローリークエスト）
- 痴女レズに見つめられながらベロキスで迫られる僕（11月16日、ゑびすさん/妄想族）
- フィストファック解禁! 望月あやか ～解禁されたフィストがツルツルマ○コに突き刺さる!（11月23日、セレブの友）
- 監禁! 拷問! 調教! 絶叫! 絶頂! 強制絶頂絶叫拷問調教 狂乱淫覚エリート潜入捜査官 快楽憑依絶頂地獄に堕ちた屈強なる肉体 望月あやか（11月23日、AVS collector’s）
- アサルトウィッチーズ 美少女戦士捕獲計画 望月あやか（11月26日、GIGA）
- 金粉モンスター 望月あやか（12月1日、バミューダ）
- 催淫洗脳された巨乳美女は嫌がりながらもアナル肉便器になっていた 望月あやか 乙アリス（12月14日、ダスッ!）
- 地味な元教え子たちと同窓会で再会 立派な女体に発育 媚薬キメセクで中出し肉便器化 夏川うみ 望月あやか（12月21日、E-BODY）
- アソコに直穿きスポウェア女子 アソコからお汁が染みてきちゃったら女はもう我慢できないの!（12月25日、オイスター海運）
- 猥褻BODYべろキス中毒 V 望月あやか（12月28日、NITRO）
- 性欲を持て余した神 (姉)と天才 (妹)が僕のデカチンを奪い合い。 朝から晩まで年中無休のセックスしっぱなし体液出しまくりの共同性活。 望月あやか 志木あかね（12月28日、ROYAL）

- Flying Bitch 完全振り切ってるAV女優のSEXドキュメンタリー＃2 AV界No. 1のザル女 望月あやか vs 10人のAV男優（1月1日、OFFICE K’S）
- アナルオナニー（1月4日、グローリークエスト）
- アナルで1人の男を奪い合う三姉妹! 望月あやか・光島遼花・弘前綾香 ～そのデカチンを3つのアナルが奪い合う!（1月11日、セレブの友）
- ゲロ! 小便! 体液汚染M男イジメ 望月あやか 美波沙耶（1月11日、犬/妄想族）
- 快楽求めてオナニー三昧! 動かぬ体で絶頂艶舞! 2  クネる淫体15選!（1月11日、セレブの友）
- SEXが採用基準になった世界の就職面接 望月あやか 春木菜々水（1月13日、ROCKET）
- 薬漬け脳バグ強制近親相姦 大好きな姉ちゃんを鬼畜レ○プ 望月あやか（1月18日、ドグマ）
- なま唾レズ接吻狂 ～W性欲モンスター あやか vs 紗耶～（1月18日、U&K）
- 母子アナルレズビアン ～1人の女として義母のアナルを責める淫らな変態娘! 望月あやか 岩沢香代（1月25日、セレブの友）
- 朝陽が昇るまで精液吸い取ってあげる ド淫乱妖怪中出しNIGHT! 潮吹き、ごっくん、アナル、メスイキ、おしっこ、NG無しの無制限射精ハーレムMONSTER大乱交 辻井ほのか 望月あやか 佐伯由美香 新村あかり（1月25日、本中）
- アナル洗脳 生本番中に浣腸大噴射で前代未聞の放送事故! 望月あやか（1月27日、SODクリエイト）
- 現役最強極限アナル 望月あやか（2月1日、グローリークエスト）
- （初アナルレズ）トリプルアナルレズビアン! 光島遼花 望月あやか 弘前綾香（2月8日、セレブの友）
- 集団OL美脚責め 働く女の匂い立つ蒸れ足で責められ続けた僕。（2月8日、犬/妄想族）
- お見合い中、仲人にアナルをほじられ肛門イキさせられる巨尻女 望月あやか 新田みれい（2月10日、電脳ラスプーチン）
- 縛イキ奥さん錯乱ハメ狂い 今日の私すっごい調教されたい気分 望月あやか（2月10日、センタービレッジ）
- スーパーヒロインドミネーション地獄 52 アクセルガールsisters（2月11日、GIGA）
- 匂い立つ黒パンティストッキングオナニーの世界! ～15人の股の部分から溢れ出るイヤラシイ匂いはアナタを虜にする。（2月22日、セレブの友）
- 男だらけのシェアハウスに凸撃!! 自慢のヌキテクで所構わず全員喰い散らかすハメキチぱ～てぃ～ 望月あやか（3月8日、ROYAL）
- ガチンコ全裸レズバトルリターンズ 望月あやか 平井栞奈 如月夏希 佐藤ののか（3月8日、ROCKET）
- 圧倒的肛門沼 最狂アナルモンスター 望月あやか（3月22日、えむっ娘ラボ）
- 欲求不満な人妻達の濡れパンツ誘惑! 肉弾むちむち逆4P 宝田もなみ 佐知子 望月あやか（4月5日、Fitch）
- 乳首発狂 熟練の乳首責めで射精、 潮吹き、 メスイキ、 快感をコントロールする東京乳首女子 望月あやか（4月7日、Mr.michiru）
- 全裸聖水飲ませ ～色んなシチュエーション女子のお小水編～（4月12日、犬/妄想族）
- 望月あやか 完全撮り下ろし激エロ・4SEX（4月12日、セレブの友）
- こんな私で「ごめんなさい」オナニー全員集合! 2（4月12日、セレブの友）
- 悶絶くすぐり地獄 03（4月21日、バミューダ）
- いつもボクを見下している優秀だけど超性格の悪い姉のマ●コに媚薬チ●ポをブッ挿し制裁! 初めは嫌がってた姉も感じ始めて大嫌いなボクで連続爆イキ（4月26日、Hunter）
- あなたの初ヌード撮らせてください! 素人娘20人の全裸コレクション（5月1日、OFFICE K’S）
- 市川愛茉 レズ解禁 ～義姉に恋した私～ 市川愛茉 望月あやか（5月12日、アイエナジー）
- 性欲旺盛な若妻がドハマリする媚薬オイルマッサージ 育乳エステで敏感になり過ぎた乳首やアソコを欲しくなるまで焦らされ痙攣エビ反りお漏らしイキまくる（5月12日、SWITCH）
- 高級人妻オイルエステ 母乳噴き放しM覚醒レズ Vol.3（5月15日、ピーターズ）
- 巨乳・淫乱・性獣たちの最狂レズビアン 望月あやか 新村あかり 春菜はな（5月24日、セレブの友）
- 『えっまだするの? 何回、私の中に出すつもり? もう無理! イキ過ぎて頭おかしくなっちゃう!』 童貞絶倫少年が義姉を追いかけまわして超絶高速ピストンで勃起しなくなるまで何度も中出し!（5月24日、Hunter）
- ボクのことをめちゃ嫌っている義姉は悔しいけど今一番ヤリたいイイ女。でも絶対ヤレない! だから毎日媚薬をこっそり飲ませたら超絶淫乱化!（5月24日、Hunter）
- 共演絶対NG女優キャットファイト 望月あやか 永野つかさ 前乃菜々 瀬名未来（6月9日、ROCKET）
- 色っぽい喪服尻に我慢できずバック挿入! 即ハメされて不謹慎な本気汁を垂らし感じまくる人妻（6月9日、ナチュラルハイ）
- ヒロイン白目失神地獄 33  美少女仮面オーロラ 望月あやか（6月10日、GIGA）
- 絶叫! 悶絶! ポルチオ開発! 子宮の奥にある奥の奥でイク女 4 望月あやか（6月14日、セレブの友）
- 近所のデカ尻奥さん達のむっちり黒パンストパンチラ! 覗かれてるのわかってて興奮してるむっつりスケベ。ヤラレ待ちしてるからパンスト破ってぶち込んだったぞ♡（6月23日、SWITCH）
- ド淫乱女優限定! 性欲が暴走するイキ狂い大乱交合コン! 望月あやか 春菜はな 新村あかり（6月28日、セレブの友）
- 吸引力に耐えられない! 激失禁! 初めてのウーマナイザー（7月7日、RADIX）
- アナルのシワの数までハッキリわかる! ノーモザイク連続絶頂アナル見せオナニー 11（7月21日、アイエナジー）
- 預かったエロガキにアナルを悪戯されガチガチ少年チ○ポで肛門イキしまくる美尻叔母（7月21日、ナチュラルハイ）
- バーチャルディープベロキス（8月2日、ゑびすさん/妄想族）
- これは無自覚!? それともワザと!!? どエロい隣人のタイトワンピからまさかの透けパン丸見え!! ちょ～ガン見しているのがバレてしまったボクは、性欲剥き出しの美尻レディに痴女られる超ラッキー (!?) 展開に!!（8月9日、SCOOP）
- 女性専用 乳首こねクリニック健康診断 2（8月11日、ROCKET）
- 高速ピストン潮吹きオナニー（8月16日、ゑびすさん/妄想族）
- 美脚パンストレズ（8月16日、ゑびすさん/妄想族）
- 唇からラブジュース ボールギャグを嵌められた女たち（8月23日、稀/妄想族）
- 今日も馬用興奮剤を飲ませたペットが待っています。望月あやか（9月27日、ボニータ/妄想族）
- 「この大きいオチ○チン本当に気持ち良い!」 彼女には大き過ぎて入らなかったデカチンをむしろ喜んで受け入れイキまくる淫乱義母! 巨チンすぎて… 2（9月27日、Hunter）
- 王様ゲームで乱交しまくり! 若妻だらけの町内会は誘惑だらけ! 王様ゲームをやりたがるドスケベ若妻がハメを外し過ぎてまさかのハーレム大乱交! 4（9月27日、Hunter）
- ガチンコ全裸レズバトルリターンズ 2（10月6日、ROCKET）
- ノンストップ激イカせ… アナルSEXバージョン 望月あやか（10月11日、セレブの友）
- 全社員が帰宅した夜に鼓膜からねっとりと痴女られ癒される淫語ささやき社長秘書（10月11日、BAZOOKA）
- 14人の『全身性感帯』オイルオナニー!（11月8日、セレブの友）
- ド淫乱潮吹き性欲モンスターの卑猥淫語炸裂痴女SEX! 望月あやか（11月22日、セレブの友）
- ～溢れる性衝動に溺れるオンナ～セックス・ドンナ 望月あやか 激エロ・4SEX（12月27日、セレブの友）
- 交互に中出し 旦那たちが出張のたった2泊3日の短期禁欲、隣人妻たちの欲求不満マ●コに均等射精を強いられたボク 黒川すみれ 望月あやか（12月27日、Million）
- 巨乳・淫乱・性獣たちの最狂レズビアン 2  望月あやか 新村あかり 唯奈みつき（12月27日、セレブの友）
- 和とみやびの緊縛館 Vol.9 望月あやか（12月29日、和とみやびの緊縛館）

- 派遣マッサージ師にきわどい秘部を触られすぎて、快楽に耐え切れず寝取られました。 望月あやか（1月10日、ダスッ!）
- お母さんに殺される! 搾精止まらず間もなく家庭崩壊! 望月あやか（1月10日、ボニータ/妄想族）
- ヌキ無しお触り禁止のメンズエステ店に在籍する予約3カ月待ち神メンエス嬢の射精無制限生挿入中出し裏オプションを完全盗撮 4（1月13日、赤面女子）
- Fカップ格闘技女子健康ボディに超性欲! イキ狂い大量潮吹き交尾 望月あやか（1月14日、Shark）
- 美人妻激潮薬漬けレズエステ 連続噴射イキアクメ! 望月あやか 佐伯由美香 葵百合香（1月15日、ピーターズ）
- 超ド級国宝級アナルファッカーの深すぎてソコが見えないおもてなし シン・覚醒ケツ穴ソープ嬢 望月あやか（1月24日、えむっ娘ラボ）
- 時間を止める力を持ったド淫乱痴女! 6 望月あやか（1月24日、セレブの友）
- 粘着追跡・昏睡姦 2 ～被害女性4名～（2月2日、素人39）
- MM号特別編 ハーレム逆3P凄テク対決!! 「私のSEXの方が気持ちいいでしょ?」 人気AV女優が童貞くんのチ○ポを奪い合う筆おろしバトル! in ザ・マジックミラー（2月7日、DEEP'S）
- 全裸セラピスト 3（2月21日、アロマ企画）
- Wカワイイ看護師さん! 「射精不全に悩む男性患者を看護してくれませんか?」 オナニーじゃないと射精できない遅漏チ○ポを気持ちよーく改善治療///W白衣の天使がヌキヌキハーレムご奉仕//元気に回復にむかう勃起チ○ポに大興奮しちゃって膣内射精治療!?（2月24日、赤面女子）
- 同じマンションに住む無防備な透けパン美尻女を襲って浣腸をぶち込んだら我慢できず着衣噴射（3月9日、ナチュラルハイ）
- キャンピングカーでエッチしようよ! アナルSEXバージョン 4 望月あやか（3月14日、セレブの友）
- 極上の射精が味わえるM男専用無限射精ソープ 望月あやか（3月14日、犬/妄想族）
- おもらしまでする甘えんぼう女子に逆に甘えちゃった。（3月14日、ケチャラパチャラ/妄想族）
- デカ尻アスリート女子限定! 固定ディルド当てゲーム 利き竿イッポン勝負! 見事当てたら賞金100万円! 外せばその場でデカチン即ハメ! ディルドでイッた直後の敏感マ●コは孕ませ中出しも拒めないのか!?（3月21日、はじめ企画）
- アソコに直穿きスポウェア女子 もう我慢できないよ♡ 一緒にエッチなエクササイズ…しよ♡（3月25日、オイスター海運）
- 肛門フィスト解禁 HAND IN アナル狂の絶頂ケツ穴アドベンチャーSP 望月あやか（3月28日、えむっ娘ラボ）
- 投稿実話 妻がまわされた 22 ～女上司、屈辱の肉体～ 望月あやか（3月28日、ながえSTYLE）
- 裸エプロンをしながら掃除をしてくれる出張家事代行サービス! 料金はお高いが巨乳・巨尻の家政婦さんが掃除してくれてチ○ポも掃除!でハメ放題!（3月28日、Hunter）
- セックス・ドンナ 唯奈みつき 4SEX（3月28日、セレブの友）※主演は唯奈みつき。望月は4P SEXコーナーに出演。
- 蛇のような長い舌でチ○ポに絡みつくディープスロート ※最後はザーメンも美味しくゴックンします（4月1日、OFFICE K’S）
- ビューティフルチョークマインド ～優雅な失神を求めて～ 望月あやか（4月4日、トラウマアート）
- 押しに弱い制服女子を必ず乳首イキさせる制服マニア整体師の乳首こねくりマッサージを隠し撮り（4月4日、変態紳士倶楽部）
- SEXモンスター「望月あやか」が新人女優「花芽ありす」に手取り足取り教え込む! 終わり無きレズビアン快楽で激しく仲良くイキ狂う!!（4月11日、セレブの友）
- 再婚直後の男慣れしていない義理家族は寝起きの勃起チ○ポにうっとりトロン顔! パンツの上からでも分かる蒸れに蒸れた股間! 起きようが射精しようがお構いなしの追撃フェラチオで口からは常に精子垂れ流し!!（4月11日、SCOOP）
- 配達員の女が泣き叫ぶほどの膣奥中出し輪姦（4月11日、Hunter）
- 「バラされたくなかったら、オレのチ●ポ咥えろ!」 むかつくレズカップルに強烈ビンタ & イラマレ×プ! ムカつく女上司二人はレズカップルだった!（4月11日、Hunter）
- 巨乳女子プロレスラー愛矢 (AYA) 痛恨の危険日直撃! 連姦中出しデスマッチ!!（4月20日、ROCKET）
- 大乱交穴兄弟’s ギャルは二穴と相場は決まっている。 望月あやか（4月25日、ダスッ!）
- 究極のオナサポ! 主観命令オナニー! エロい身体で最高の射精に誘う厳選人気美女優15人!（4月25日、セレブの友）
- 露出大好きな俺の地元の激レアさん セルフ露出して逆ナンするのが趣味 前代未聞の露出ネキ見参!! 望月あやか（5月2日、山と空/妄想族）
- 「もおこんな大きくしちゃって…ダメなおち○ぽさんね」と耳元で優しく囁かれながらチ○ポじゅるんじゅるんにおしゃぶりされ続ける。（5月2日、アロマ企画）
- オキニ嬢が義母になって毎日ヤリまくり性活! 新しくできた義母はお世話になってるオキニの風俗嬢だった! 悶々とする日々… 当然、我慢できず思わず義母に迫ったら義母も父とだけのセックスでは満足できていなかったみたいで最後までしちゃいました…。（5月9日、Hunter）
- 素人ガチレズビアンみづきーなのAV女優狩り 岬あずさ 望月あやか（5月11日、ROCKET）
- 喉姦中毒 デカマラを根元までずっぽり咥え込み発情するド変態妻 持田さん（30） ＃素人 ＃人妻 ＃巨乳 ＃イラマチオ ＃アへ顔（5月16日、イルカ/エマニエル）
- 望月あやか2枚組ハイパーベスト10時間01分（5月23日、セレブの友）※単体ベスト
- 「今日危険日だよ。それでもエッチしたい? そんな勇気ないよね?」 大人の余裕でかわそうとする義姉と童貞のボクが危険度MAX着床率激高セックス!（5月23日、Hunter）
- 朝にはフライトで旅立ってしまう… せめてその時間まで… 我を忘れて大好きだった年上の幼馴染と濃厚SEX。CAになるという夢を叶え遠方に引っ越した年上のお姉さん幼馴染が、久しぶりに実家に帰ってきた。昔話をしながらもボクはやっぱり昔からお姉さんが好きだと言うことを思い出してしまう。せめて最後の数時間だけボクだけのお姉さんでいてほしくて…。（5月23日、Hunter）
- 看護師さんが、不妊治療での精液採取に苦戦していたら「本当は、ダメですからね。」とこっそり射精のお手伝い。病院内で内緒のずっぽん吸引フェラ・ケツ顔騎スタンプ・唾液ダラダラ接吻患者様のご要望には出来るだけお答えします。（5月25日、サディスティックヴィレッジ）
- ガチ中出し女優ちゃん 望月あやか（5月27日、First Star）
- フェラチオのお仕事にやってきた素人娘に予告なしの突然口内発射 5（6月1日、OFFICE K’S）
- 望月あやかがレズ開発 & 調教! アヘ顔ヨリ目で快楽レズビアン沼に落ちた一条みお（6月13日、セレブの友）
- 美人妻激潮薬漬けレズエステ 連続噴射イキアクメ! vol.2（6月15日、ピーターズ）
- 搾精女 vs 12人の漢! 望月あやかと汁まみれ!! 念願の47都道府県のチ○コ制覇に向け風俗案内所で立ちむぽハンティング!!（6月27日、ボニータ/妄想族）
- 夫の暴力に耐えきれず、縋る思いで頼った親方には身体を弄ばれて身も心もやさぐれて廃人になった人妻 望月あやか（6月27日、マザー）
- 頼まれたら断れない地味巨乳はアナルを穿られ、快楽堕ちケツ穴確定。 望月あやか（6月27日、ROYAL）
- ヒプノシスモデルドキュメンタリー ～開放してしまったあやか撮影～ 望月あやか（6月30日、トラウマアート）
- 勃起乳首絶頂オナニー（7月4日、ゑびすさん/妄想族）
- 敏感女子のくすぐりレズ（7月4日、ゑびすさん/妄想族）
- 予約半年待ちの神メンエス嬢 生ハメ中出しOKの裏オプ行為を完全盗撮 スタイル・顔・サービスSSS級の痴女に盗撮バレで終わったと思ったら搾精されまくった。望月あやか（7月6日、MILK）
- 真面目な看護学生のみなさん!  実習では学べない異常絶倫チ●ポを1発10万円で連続搾精チャレンジ! 手淫・喉じゃくり・性行為の献身的性処理テクで45分以内に何発ヌケるか!?（7月18日、はじめ企画）
- 巨乳オイルエステ ～媚薬で堕ちた乳娘たち～（7月18日、FunCity/妄想族）
- クズ男宅に家庭訪問! ドM洗脳してくれる変態ケースワーカーさん 望月あやか（7月18日、ドグマ）
- 破局ミックスファイト（7月20日、ROCKET）
- 全力鼻フック（7月20日、RADIX）
- 「今日こそイカせてください」 ギリギリイカせない寸止めセクハラオイルマッサージで焦らされまくった欲求不満若妻は連日訪れる程の欲しがり屋さんに!（7月25日、Hunter）
- Extreme（過激な）オナニスト! 48 望月あやか ～9オナニー153分（7月25日、セレブの友）
- ケツ穴のシワまで丸見えにして、アナタだけに見せつけるオナニーで激イキする15人の女たち! vol.2（7月25日、セレブの友）
- 女性向けマッサージに没頭する部活少女。性感レズビアン ～筋肉の凝り固まった肢体をじっくりと堪能するレズエステティシャン～（8月8日、ビビアン）
- 望月あやかに「ごめんなさい」と言わせるまで責め続け、イカせ続けるノンストップレズ さつき芽衣 × 望月あやか（8月8日、セレブの友）
- WフィストWアナルFUCKWペニバンSEXプッシーtoプッシーレズビアン（11月14日、ビビアン）

- 【ASMRレズ主観】 あの日、生徒たちのレズ誘惑に負けて一度体を許してからというもの会えば何度も何度もイカされてしまう担任教師の私...。 ～ある有名進学女子校での出来事～ 渚みつき 花狩まい 望月あやか（5月28日、レズれ!）
- カメラの前でおしっこする女 5（11月26日、グローリークエスト）

### アダルトVR
- 朝食咀嚼VR 望月あやか（5月22日、CASANOVA）
- お通夜のように盛り下がった社員旅行で非難轟々な幹事の僕が打った起死回生の一手!! むちむち人妻ピンクコンパニオンVR 望月あやか 本真ゆり（6月5日、マドンナ）
- HQ劇的超高画質 円光巨乳娘 絶対にイキたくない女 VS 激テクでイカせまくる男 望月あやか（6月17日、ブイワンVR）
- 天井特化アングルVR! ～シンプルに望月あやかとヤリまくる～（12月12日、KMPVR）

- 網タイツVR（1月9日、KMPVR）
- HQ劇的超高画質 爆乳ゆるふわ女子 地味な彼女が初エッチで豹変! 実は超エロい痴女だった! 望月あやか（2月5日、ブイワンVR）
- 濃厚べろキスで誘い寝取って中出しさせる痴女モンスターの性欲を止められず主導権を握られ… 愛する妻も巻き込みどろっどろ泥沼3P 望月あやか 真宮あや（3月2日、RADICAL）
- 特化VR ～顔舐めしながら手コキ編～（4月1日、KMPVR）
- 全編天井特化アングル ～人気女優が貴方のオナニーを手伝ってあげる～（4月2日、KMPVR）
- リアル悪徳エステ体験! 一般客に媚薬を飲ませ高級オイルマッサージで感度覚醒! コリをほぐすだけとグチョグチョに興奮したマ●コを刺激して痙攣するまで生中出し! 7 望月あやか（5月22日、SCOOP）
- VRでも危険日直撃!! 子作りできるソープランドVR 望月あやか（7月22日、Mr.michiru）
- ノーモザイクパイズリ射精VR 5人の乳テクで気持ちよすぎる連続発射（9月7日、KMPVR）
- 世○谷おもらしメイド監禁事件 全身でビクビクと感じ卑猥な下半身からびちゃびちゃと大量潮吹き 望月あやか（9月12日、KMPVR）
- クラブのトイレでキメセクを目撃! 相手も分からない程ラリった女に追撃キメセク!! 望月あやか（9月24日、KMPVR）
- 競泳水着でガチイキオナニーVR（10月6日、KMPVR）
- 乳首責め専門デリヘル嬢 じ～っくりね～っとり騎乗位で生中出し 望月あやか（10月21日、Mr.michiru）

- こんなに気持ちイイなんて!! 女体化乳首イキ体験VR（1月8日、KMPVR）
- トロけ顔に超接近!! 美女の涎まみれ絶頂観察VR（1月17日、KMPVR）
- 《領域展開/地面特化×天井特化》究極4P密着サンドイッチセックス。前後左右に完全包囲で全身女汁まみれになりながらも射精してもやめてもらえない絶頂射精ヘルス 汗! 涎! イキ潮! オシッコ! 顔面直浴びSP!! 浜崎まお 大槻ひびき 望月あやか（3月16日、SODクリエイト）
- 週に一度の密会、はしたない姿で僕を求め続ける最高の肉体関係 旦那を忘れ、我を忘れた愛人流PtoM 望月あやか（6月26日、KMPVR-彩-）
- ぐりぐりオナニーVR 射精管理ver（6月27日、KMPVR）
- 大量ダダ漏れ豪快潮吹きVR（7月10日、KMPVR）
- 乳首をひたすらに責めあげる（9月27日、KMPVR）
- マ●コにバイブを突っ込んだ状態でアヘ顔INしてくる神対応デリヘルがあるいう都市伝説的な噂を聞いて呼んでみたら、200%射精間違いナシ!!の絶叫系淫乱モンスターがやってきた! 望月あやか（11月26日、SCOOP）

- SEXヒエラルキーNo.1女優 望月あやか（2月23日、KMPVR）
- 確実に射精させる膣の締め付け 飲み会終わりに介抱してくれた上司から能動的に着床を促されたボク 望月あやか（3月21日、KMPVR-彩-）
- 乳首集中責めVR（3月31日、KMPVR）
- 喉奥をバチボコ犯してから顔射⇒お掃除イラマのフルコンボ! イラマチオ顔射フィニッシュVR（4月12日、KMPVR）
- 舐めてあげるから、いっぱいシコってね♡（4月15日、KMPVR）
- 汗 × 涎 × 潮 合計1500mlの体液誘惑でボクを溺れさせる魔性の兄嫁 望月あやか（4月28日、KMPVR）
- ヤクザの金をパクって失踪した兄の身代わり性奴隷になった美人姉妹をキメセクでチンポ中毒!! 監禁され気が狂うまでハメられまくるち○ぽ地獄 望月あやか 岬あずさ（4月28日、ワンズファクトリー）
- SUPER ’WET’特選美女爆汗プレミアム一番搾り 美女の汗は飲み物です 最後の一滴まで飲み干す快感（5月4日、KMPVR）
- 見下されバカにされながらながら受ける 電気あんま（7月22日、SPICY VR）

### アダルト配信
- 銀座界隈で噂のヤリマンクラバーと3P生ハメSEX! 中出し×顔射×口内射精etc計5連発! 清楚な外見の看護学生はとんでもないチ○ポ狂い! おマ○コと口マ○コを同時に犯す2穴挿入! 放尿プレイ! 隠語連発! 「もっとちょうだい!」 キンタマがすっからかんになるまで求め続ける長時間濃密SEX!! るか 看護学生（7月22日、プレステージプレミアム）
- あや（8月10日、Dutch Wife ～清楚系妻との肉欲性交録～）
- 息子が眠る横でSEXに耽る淫乱新米ママ「ダメなママでごめんね。でも、すっごく気持ちいいの」 あやかママ（10月24日、しろうとまんまん）
- 巨乳ノーブラ姿の隣人に胸ドンされて欲情しちゃった俺 望月あやか（11月21日、AKNR）
- セックスモンスター覚醒!? 男の乳首を弄ぶJ●痴女 あーやん（11月27日、しろうとまんまん）

- 胸の谷間強調でいかにもヤリにきたポニーテールの水着JD☆男の上に跨り激しいグラインド騎乗位で勃起チ〇ポを楽しむ変態ビッチさんww 気持ちいいポイントを自らグリグリ押し付け「気持ちイイィィィッ!!!!!」と絶叫するほどのセックスドランカーでした!! まみか（2月19日、黒船）
- あやか（3月31日、巨乳エクスプレス）
- あや（4月14日、E★ナンパDX）
- 両手に竿!! 2本のチ●ポをおいしそうにしゃぶる… チンしゃぶ大好き美女達の極上Wフェラ!!（5月7日、DOC）
- あや（5月15日、いきなりシロート）
- あやか（6月5日、おっぱいちゃん）
- あやか（6月18日、＃素人裏アカウント ちょっぴり激しいの好き）
- あやか（6月26日、素人こねくしょん）
- あやか（7月11日、ハメらんど）
- あやか & 菜々子（8月19日、怪盗オナン）
- えみ（9月7日、今ドキ女子の性事情）
- ゲレンデでナンパしたJDは性欲MAXの絶倫セックスモンスター! アへ顔を晒しながら絶叫アクメでイキまくるドスケベ娘の中出しま〇こをデカマラで追撃!! りのり（9月13日、黒船）
- 壮絶なる潮、潮、潮!!! Gカップ看護師が絶頂トリップで機材を水浸しにww 無許可なま中出しに大号泣するも慰めのキッスで2発目おねだりする淫乱メス確変!!（10月4日、まんまんランド）
- みく（11月17日、E★ナンパDX）
- ぁやかん（12月18日、＃素人裏アカウント ちょっぴり激しいの好き）
- あやか（12月24日、港区女子）

- 形勢逆転!? ムカつく女の目の前で逆襲寝取りWフェラ（2月4日、AKNR）
- 彩夏（2月5日、素人おかしや）
- 【ガチ性獣】チ◯コが好きで好きで、好き過ぎて狂ってしまったF乳ギャルの自宅に突撃!! ギャルとっておきの勝負下着で悩殺ファック!! 経験人数1000人超のヤリマンを最強のチ◯コでしばき倒すために性豪男優３人投入して終わらない中出しセックス!! とんでもないイラマチオ、止まらない潮吹き、痙攣絶頂するドスケベBODY… 抜いても抜いてもキリがない超濃厚120分!!!!【性豪ギャル自宅中出し】勝負下着、見せちゃいます! vol.11 伊藤さん 25歳 ち○ちんハンター階級三ツ星(トリプルハンター)（3月10日、DIEGO）
- あやか（3月15日、意識不明ちゃん）
- マーニー（3月15日、しろうとヤッホー）
- AYAKA（3月25日、素人ホイホイFriends）
- 想定外のハプニングにスタッフ一同驚愕☆お茶っ葉県にある古びた温泉宿が起死回生の風俗サービスを開始!! 旅館NO.1のテクニックを持つ看板嬢の濃厚サービス☆ つむぎ（5月1日、まんまんランド）
- あやか 2（5月15日、意識不明ちゃん）
- あやか（5月18日、素人おかしや）
- あやか（8月9日、高揚）
- アヤカ（9月30日、えちえち素人）
- あやか（10月20日、あいすくりーむ）
- あやか 2（10月20日、あいすくりーむ）
- 【女の体液ぜんぶ出す】ナイアガラ潮吹き & 浣腸汁の大量噴射! スポコス瓦割りフェラからドSお姉さん完堕ちパワーSEX『お尻の穴ひろがっちゃうぅぅぅ!』追撃のアナルファック!!! 東京カンチョー02 あやかちゃん【観れば必ずアナルでイカせられる! アナルセックスのプロが講義 初心者でもイカせられるアナルセックス】（11月30日、ENEMA）
- あやか（12月10日、令和素人伝説）
- あやか（12月20日、あいすくりーむ）
- あやか（12月27日、地雷系女子美人）

- あやか（1月7日、鉄人2号さん）
- もっちー（2月7日、ほろ酔い天使）
- あや（3月11日、同人AkiVaサークル）
- あやか（4月15日、ハメドリネットワークSecondEdition）
- まみ（4月18日、待ち伏せハンター）
- 【ラスボス級!! 圧倒的エロス】余分な前説、ヌルい前戯、一切無し!! イキなりフルスロットルで、美乳桃尻エステティシャンをイカせまくるッ!!! イラマ大好きセックスジャンキーは三度の飯よりチ○コが大好き!! 「おいひいっ! おいひい!! 早く挿れて!!」と懇願する美女に性豪デカチン11本を大量投入して物量でねじ伏せるっっ!!! しかしラスボス級のどエロ娘は男のアナルを攻撃するわ勝手にセルフで潮吹きまくるわでヤりたい放題!!! 「いっぱい突いて! いっぱい突いて!! 全部同時に挿れて欲しい!!!!」この史上最強の鉄マンヤリマン、倒せるか!!!???? 中谷さん(仮名) ??歳 エステティシャン（6月8日、DIEGO）
- サトミ（8月21日、HimeMix）
- あやか（10月9日、俺の素人）
- なつめ（11月3日、いんすた）

- 望月（1月6日、俺の素人-Z-）
- さき（1月16日、めがね美人）
- Aさん（2月1日、素人ペイペイ）
- アヤカ（2月9日、えちえち素人）
- あやか & こなつ（2月18日、俺の素人-Z-）
- 鈴木さん & 佐藤さん（3月14日、アヘ顔ちゃん）
- Aさん（3月31日、ゲリラ）
- 望月 & あかり & 山下（4月17日、アヘ顔ちゃん）
- なつめ 2（4月28日、いんすた）
- もっちー（5月12日、ハメドリネットワークSecondEdition）
- あやか（5月25日、すっぴん美人）
- あやか（6月2日、LadyHunter）
- えりか（6月6日、卑劣な男に眠らされた女たち）
- あやか（6月19日、底辺ちゃん）
- あすか（7月14日、お店に内緒のJ○リフレ）
- さゆり & ミズキ（7月15日、アヘ顔ちゃん）
- S154ちゃん & Y154ちゃん（7月28日、蜃気楼）

### イメージDVD
- 私のこと… おヘンタイだと思いますか…?（2019年8月16日、サムバディ）※「太田さえこ」名義
- 私のこと… おヘンタイだと思われましたか…?（2019年10月18日、サムバディ）※「太田さえこ」名義
- ぷらいべ〜とえっち（2020年6月23日、CRANE）
- Fetish Time（2022年1月26日、スパークビジョン）

## 書籍・出版物

### デジタル写真集
2021年
- 美女アスリート 全裸大運動会 2021（7月21日、小学館、撮影：松田忠雄）※複数モデル出演のデジタル写真集。
- 宮澤正明 密会シリーズ 望月あやかとの密会 1, 2（11月5日、Mファクトリー、撮影：宮澤正明）

2022年
- ことの始まり【グラビア写真集】 望月あやか（7月1日、プレステージ出版、撮影：C:TAKERU）
- ことの始まり【ヌード写真集】 望月あやか（7月1日、プレステージ出版、撮影：C:TAKERU）
- 絶対的スーパーナチュラルポーズブック 望月あやか（10月14日、プレステージ出版、撮影：C:TAKERU）
- 縛の縄 其の伍 望月あやか（10月28日、MoveOn、撮影：ダーティ工藤）

2023年
- 絶対的セクシーポーズブック 望月あやか（1月20日、プレステージ出版、撮影：C:TAKERU）
- Masked 望月あやか（5月26日、プレステージ出版、撮影：C:TAKERU）

### 雑誌
- 実話BUNKAタブー 2020年5月号（コアマガジン） - 袋とじ「田舎娘に挿入すると漏れ出すなまりがエロい!」
- 月刊FANZA 2020年7月号（ジーオーティー）- インタビュー
- 週刊実話 2021年3月11日号（日本ジャーナル出版）- 袋とじ「人気AV女優 望月あやか  自宅で脱いでください!!」

## 出演

### テレビ
- ビ～チ9（2019年10月、テレビ埼玉） - マンスリーゲスト
- プライムTV（2020年9月1日、エンタ!959）[19]
- 吉根ゆりあのMの世界（2020年12月16日‐1月16日[20]、エンタ!959）
- 望月あやかの汁かけ過ぎ注意!（2021年8月18日‐、エンタ!959）[21]
- もう!バカリズムさんの超H! #29（2021年11月29日、フジテレビONE）[22]

### ウェブドラマ
- 全裸監督2（2021年6月24日 全話配信、Netflix） - 第7話

### 映画
- ハーレム銀河 お乳の虜（2024年10月4日、オーピー映画）[23]
- なのに、やめられない　スズカのスナック（2024年12月8日、オーピー映画） - ルイ 役[24]